# Metfried
Metfried ist ein männlicher Vorname. 

## Herkunft und Bedeutung
Der Name Metfried setzt sich aus den  althochdeutschen Elementen maht „Macht, Stärke“ and frid „Frieden“ zusammen.

## Namensträger
- Metfried (* etwa 1073 † um 1145), um 1100 Gaugraf im Engersgau und von etwa 1129 bis 1145 Graf zu Wied